# Serie B brasiliana di rugby a 15 2006
La terza edizione del campionato brasiliano di Serie B di rugby vide al via soltanto quattro squadre iscritte, iniziò il 21 ottobre e si concluse il 15 novembre con la vittoria del Rio Branco.

## Squadre partecipanti
| Squadra      | Città          | Stato        |
| ------------ | -------------- | ------------ |
| BH Rugby     | Belo Horizonte | Minas Gerais |
| Pasteur      | San Paolo      | San Paolo    |
| Rio Branco B | San Paolo      | San Paolo    |
| SPAC B       | San Paolo      | San Paolo    |

Rio Branco e SPAC partecipanti al Super 8 iscrissero le seconde squadre.

## Risultati
| San Paolo (Brasile) 21 ottobre | Pasteur | 5 – 45 | SPAC B |  |

| San Paolo (Brasile) 28 ottobre | SPAC B | 26 – 7 | BH Rugby |  |

| San Paolo (Brasile) 28 ottobre | Rio Branco B | 31 – 10 | Pasteur |  |

| San Paolo (Brasile) 11 novembre | Rio Branco B | 43 – 0 | SPAC B |  |

| Belo Horizonte 11 novembre | BH Rugby | 0 – 32 | Pasteur |  |

| Belo Horizonte 15 novembre | BH Rugby | 0 – 49 | Rio Branco B |  |

### Classifica
| Squadra      | V | N | P | PF+ | PS- | +/-  | B | PT |
| ------------ | - | - | - | --- | --- | ---- | - | -- |
| Rio Branco B | 3 | 0 | 0 | 123 | 10  | +113 | 3 | 15 |
| SPAC B       | 2 | 0 | 1 | 71  | 55  | +16  | 1 | 9  |
| Pasteur      | 1 | 0 | 2 | 47  | 76  | -29  | 1 | 5  |
| BH Rugby     | 0 | 0 | 3 | 7   | 107 | -100 | 0 | 0  |

## Vincitore
| Coppa del Brasile di rugby 2006    |
| \|                                 |
| Rio Branco Rugby Clube (1º títolo) |
| ---------------------------------- |